# Jil Karoly
Jil Karoly (eigentlich Charlotte Janson, * 1958) ist eine deutsche Autorin.
Karoly war zunächst einige Jahre im Gesundheitswesen tätig. Dann studierte sie Literatur- und Medienwissenschaften sowie Kunstgeschichte und Ethnologie. Das Magistra Artium absolvierte sie mit "sehr gut". Sie arbeitet seither als freie Lektorin, Journalistin und Texterin. Ihr Roman Ein Mann für eine Nacht wurde ins Niederländische übersetzt. Die Bücher Mannomann und Mein wundervoller Wonderbra sind auch als Hörbücher erschienen.

## Werke
- Ein Mann für eine Nacht. - Fischer-Taschenbuch-Verl., Frankfurt am Main, 1996. ISBN 3-596-13276-2
- Mein wundervoller Wonderbra. - Fischer-Taschenbuch-Verl., Frankfurt am Main, 1997. ISBN 3-596-13619-9
- Mannomann. - Fischer-Taschenbuch-Verl., Frankfurt am Main, 1998. ISBN 3-596-14350-0
- Hauptsache Schampus. - Rowohlt-Taschenbuch-Verl., Reinbek bei Hamburg, 2001. ISBN 3-499-23115-8
- Bin ich cool?. - Arena, Würzburg, 2003. ISBN 3-401-02471-X,3-401-05533-X
- Happy oder End. - Rowohlt-Taschenbuch-Verl., Reinbek bei Hamburg, 2003. ISBN 3-499-23176-X